# هاجيكي
غاد غارد (باليابانية: ガドガード، بالروماجي: Gado Gādo) (بالإنجليزية: GAD GUARD)‏ هو اسم مسلسل أنمي تم عرضه في اليابان من أبريل 2003 إلى سبتمبر من العام ذاته.

## الممثلون
- رأفت بازو - هاجيكي
- هزار الحرك
- منصور السلطي - كاتانا
- نسرين الحكيم
- مبسون أبو أسعد
- همسة الحايك
- محمد مصطفى
- محمد خير أبو حسون
- لمى الشمندي
- يحيى الكفري
- فاطمة سعد
- مأمون الرفاعي
- محمد خرماشو
- بثينة شيا
- أماني الحكيم

## طاقم إنتاج الأنمي
- الإخراج: هيروشي نيشيكيوري
- تأليف النص الرئيسي: هيروشي نيشيكيوري, كازهيكو إيكغتشي
- تصاميم الشخصيات الأصلية، تصاميم التيكود الأصلية: يوشيتسني إيزنا
- تصميم الشخصيات، إخراج الرسوم المتحركة الرئيسي: ماساهيرو أيزاوا
- تصميم الميكانيكيات: توشيهارو موراتا، يوشيكازو مياو
- الإخراج الفني: جونيتشي أزوما، هيساهارو إيزوكا
- إخراج التصوير: أتسشي تاكياما
- الموسيقى: كوهيه تاناكا, كازُهيكو ساواغُتشي
- إخراج الصوت: ماسافمي ميما، تستومو كاشيواكورا
- إنتاج الرسوم المتحركة: إستديو جونزو
- إنتاج: TEAM GADGUARD, تلفزيون فوجي

## وصلات خارجية
هاجيكي على موقع IMDb (الإنجليزية)
- هاجيكي على موقع فيلمافينيتي (الإسبانية)
- هاجيكي على موقع كينوبويسك (الروسية)
- هاجيكي على موقع قاعدة بيانات الفيلم (الإنجليزية)
- هاجيكي على موقع ANN anime (الإنجليزية)